# Benedetta di Roma
Benedetta (... – Roma, ...; fl. VI secolo) era una monaca di Roma, venerata come santa dalla Chiesa cattolica.

## Agiografia e culto
Poco si conosce di questa santa se non quello che racconta Gregorio Magno nei suoi Dialoghi, in occasione della morte di Santa Galla. Le due sante erano compagne nello stesso monastero romano; in una visione l'apostolo Pietro predisse a Benedetta che sarebbe morta 30 giorni dopo Galla, cosa che avvenne.
La commemorazione di santa Benedetta fu inserita da Cesare Baronio al 6 maggio nel Martirologio Romano, che la ricorda con queste parole:
(Martirologio Romano. Riformato a norma dei decreti del Concilio ecumenico Vaticano II e promulgato da papa Giovanni Paolo II, Città del Vaticano, 2004, p. 381)